# Melangyna labiatarum
Melangyna labiatarum är en tvåvingeart som först beskrevs av George Henry Verrall 1901.  Melangyna labiatarum ingår i släktet flickblomflugor, och familjen blomflugor. Arten har ej påträffats i Sverige. Inga underarter finns listade i Catalogue of Life.

## Bildgalleri

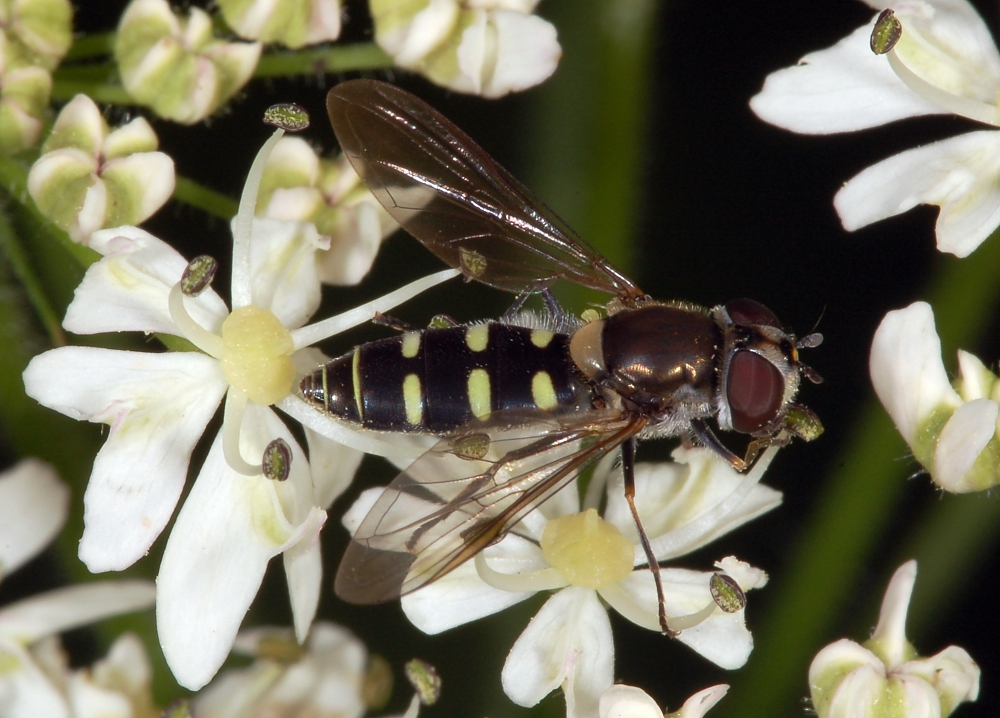